# Avocat honoraire en France

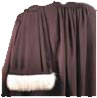

L'avocat honoraire est un titre honorifique accordé sous certaines conditions à un avocat qui, sans être omis du barreau, ne peut plus exercer son activité.
Le cas le plus fréquent concerne les avocats retraités, mais il peut également s'agir d'une convenance personnelle, notamment si l'avocat souhaite exercer une autre activité professionnelle, ou bien si l'avocat souhaite exercer une activité incompatible avec la profession d'avocat.

## Statut
Le statut de l'avocat honoraire est régi par le décret no 2005-790 du 12 juillet 2005. Ainsi, l’avocat honoraire demeure soumis aux obligations résultant du serment d’avocat et tenu par les règlements intérieurs de la profession d'avocat ; chaque Barreau pouvant ensuite se doter de son propre règlement intérieur. 
Contrairement à l’avocat omis, l'avocat honoraire peut revêtir la robe et voter aux élections de l'ordre.
Exceptionnellement, il peut être investi par le Bâtonnier ou le Conseil de l’ordre de toute mission ou activité utile à l’administration de l’ordre, à l’intérêt de ses membres ou à l’intérêt général de la profession.
L'avocat honoraire  peut exercer certains actes de la profession, mais exclusivement limités à la rédaction de consultations et d'actes, sur autorisation ponctuelle, préalable et systématique du bâtonnier.

## Procédure d'obtention
La démission du barreau est une étape préalable et obligatoire avant de demander l'honorariat.
En plus des conditions à remplir pour démissionner, l'avocat qui souhaite obtenir l'honorariat doit avoir dans la profession une ancienneté minimale de 20 ans et aucun antécédent sur les plans déontologique et disciplinaire. 
L’honorariat ne peut être retiré sans que l’avocat ait été régulièrement convoqué devant le Conseil de l'Ordre. En outre, le retrait du statut d’avocat honoraire constitue une peine disciplinaire, ce qui est une compétence exclusive du conseil de discipline.